# Тамыр
«Тамы́р» (баш. Тамыр) — детский и юношеский воспитательно-образовательный телеканал на башкирском и русском языках.
Миссией телеканала заявлено «воспитание любви к родному языку и родному краю, уважения к семье и старшим, здорового образа жизни, бережного отношения к природе».

## История канала
2 марта 1992 года в эфир башкирского телевидения вышла первая детская программа «Сәңгелдәк», что в переводе означает «колыбель»; она явилась первой ласточкой студии «Тамыр». Передача, ведущими которой были дети, сразу стала популярной. Автором идеи и первым руководителем студии была Луиза Фархшатова.
Идея делать детские передачи с детьми в качестве участников и ведущих нашла продолжение в десятках продуктах студии.
Спустя 2 десятка лет, с 2 декабря 2010 года «Тамыр» из детской студии телеканала БСТ, передачи которой выходили в эфир республиканского телевидения, превратился в телеканал с 16-часовым вещанием. После запуска телеканала «Тамыр», его некоторые передачи по-прежнему выходят на телеканале БСТ.

## Проекты телеканала
- «Сәңгелдәк» — первая детская программа студии «Тамыр». Выходит в эфир с 2 марта 1992 года и по сей день.
- «Сулпылар» — pеспубликанский телевизионный конкурс о талантливых детях, которые стремятся стать настоящими звездами сцены. 1 июня 1992 года вышел первый выпуск музыкального телеконкурса «Сулпылар» («Серебряные монетки»). «Сулпылар» ведут сами дети. В детском телевизионном конкурсе приняли участие тысячи юных певцов и танцоров. Победители «Сулпылар» не раз становились лауреатами всероссийских и международных фестивалей.
- «Байтус» — популярное скетч-шоу. На конкурсе «ТЭФИ-Регион» этот продукт телеканала «Тамыр» прошёл в тройку лидеров в номинации «Программа для детей».
- «Гора новостей» — это большой детский медиапроект, выходящий 6 раз в неделю на башкирском и русском языках на каналах «БСТ» и «Тамыр», а также на радиоволнах «Спутник FM» и «Юлдаш».
- «Семәр»
- «Шәп арба»
- «Бауырһаҡ»
- «Вечер.com»
- «Борсаҡ»
- «Әкиәт китабы»
- «Алиса баштан, нимә ҡарау!»
- «Цирк в 13 метров»
- «Зеркальце»
- «Большой чемодан»
- «Физра. Спортблог спецкора»
- «Вопрос плюс ответ ровняется портрет»

## Награды и достижения
Детско-юношеский телеканал «Тамыр» — обладатель первого Золотого Орфея в республике. В 2006 году фильм-сказка «Косуля» (автор Гульназ Кульсарина, режиссёр Радик Фатхиев, оператор Урал Гатауллин)стал победителем конкурса «ТЭФИ-регион» (Сочи) Детско-юношеский телеканал «Тамыр» стал победителем Международного фестиваля детского телевидения «Включайся!», который проходил в Москве. Режиссёр телеканала «Тамыр» Гульназ Галимуллина признана лучшим режиссёром на шестом Всероссийском конкурсе «Герой нашего времени». Конкурс проходил в Астрахани с 18 по 21 мая 2012 года
Награды телеканала «Тамыр» 2013 год:
Международный фестиваль детского телевидения «Включайся!»(Москва-2013):
— фильм-сказка «Сладкая сказка» — победитель в номинации «Лучший художественный фильм»;
— передача «Цирк в 13 метров» — победитель в номинации «Лучшая развлекательная программа»;
— программа «Гора новостей» — победитель в номинации «Мир новостей глазами детей»;
— передача «Цирк в 13 метров» — победитель в номинации «Не скучай» детского жюри
Нью-Йоркский телевизионный фестиваль (Лас-Вегас — 2013)
— «Дом у озера» режиссёра Гульназ Галимуллиной — лауреат фестиваля Международный фестиваль «Голос Евразии» (Уфа — 2013)
— Руслан Фаршатов «Большой чемодан» — Лучший ТВ ведущий
Международный детский ТВ фестиваль «Дитятко» (Харьков- 2013)
— «Преград.net» — лучший документальный фильм
— Егор Антипин «Гора новостей» — лучший ТВ ведущий
— Юля Лукша «Гора новостей» — лауреат фестиваля «Дитятко»
Фестиваль документального кино «Моя планета» (Москва — 2013):
«Большой чемодан» — в тройке финалистов (фестиваль в ноябре)
Награды телеканала «Тамыр» за 2012 год:
Международный фестиваль детского телевидения «Включайся!»(Москва-2012):
— программа «Молочная страна» — победитель в номинации «Хочу все знать»;
— телеконкурс «Сулпылар» — победитель в номинации «Музыкальный дебют»;
— передача «Байтус» — победитель в номинации «Не скучай»;
— информационная служба «Гора новостей» — высшая награда детского жюри.
Межрегиональный фестиваль военно-патриотических телевизионных и радиопередач «Щит России» (Пермь, 2012):
— проект «Профили» о чемпионке мира по борьбе на поясах, преподавателе боевого курса для сотрудников МВД Альфии Алимгужиной — диплом I степени и золотой кубок
Всероссийский конкурс региональных СМИ «Панацея» (Москва — 2012)
— фильм «Капля жизни» удостоен благодарственной грамоты от Министерства здравоохранения и соцзащиты населения за «Вклад в освещение медицинской темы»;
— фильм «Время на жизнь» о самоотверженных врачах РКБ № 1 награждён грамотой Государственной Думы РФ
Международный фестиваль «Будем вместе» (Днепропетровск- 2012)
— информационная служба «Гора новостей» — лауреат фестиваля
Межрегиональный фестиваль «Моя большая страна»(Казань — 2012):
— телефильм «Кукушкин чай» победитель в номинации «Душа народа».
Всероссийский фестиваль молодёжных радиопрограмм «Radio Junior» (Тюмень-2012):
— программа «Гора новостей» — победитель в номинации «Детская программа»;
— серия радиороликов о войне 1812 года «У побед нет срока давности» — победитель в номинации «Пишем историю».
«ТЭФИ-регион — 2012» (Казань):
— «Молочная страна» — победитель в номинации "«Программа для детей»;
— «Гора новостей» — финалист в номинации "«Программа для детей»;
— «Преград.net» — победитель в номинации «Программа о спорте для детей»;
— «Профили. Число жизни» — финалист в номинации «Легенда спорта»;
— «Большой чемодан» — победитель в конкурсе «Питчинг идей».
Награды телеканала «Тамыр» за 2011 год:
— Видеофильм «Весна» Элины Ханановой и Руслана Фаршатова занял 1 место в номинации "Журналистика"на фестивале «Всероссийская студенческая весна-2011» в г. Тюмень
— «Знаменосец Победы» — лауреат Международного фестиваля «ТелеПрофи» в г. Саратов
— Передача Л. Мазитовой и Т. Никитиной «Горжусь своим учителем» стал обладателем спецприза жюри и телеканала «Детский» на Международном фестивале детского телевидения «Включайся!» в г. Москве
— Спецвыпуск программы «Царь горы» победитель в номинации «Имею право» и обладатель спецприза Юнисеф на Международном фестивале детского телевидения «Включайся!» в г. Москве
— Фильм-сказка «Золотая пчелка» победитель в ном-и «Худ. фильм» на Международном фестивале «Будем вместе!» в г. Днепропетровск (Украина)
— Док. фильм «Знаменосец Победы» — обладатель двух спец. призов Фестиваля социально значимых фильмов «Герой нашего времени» в г. Уфа

## Вещание
Телепередачи «Тамыра» транслируются с 2 декабря 2010 года. Телесигнал распространяется по кабельным сетям Башкортостана.